# Panorama Einsiedeln

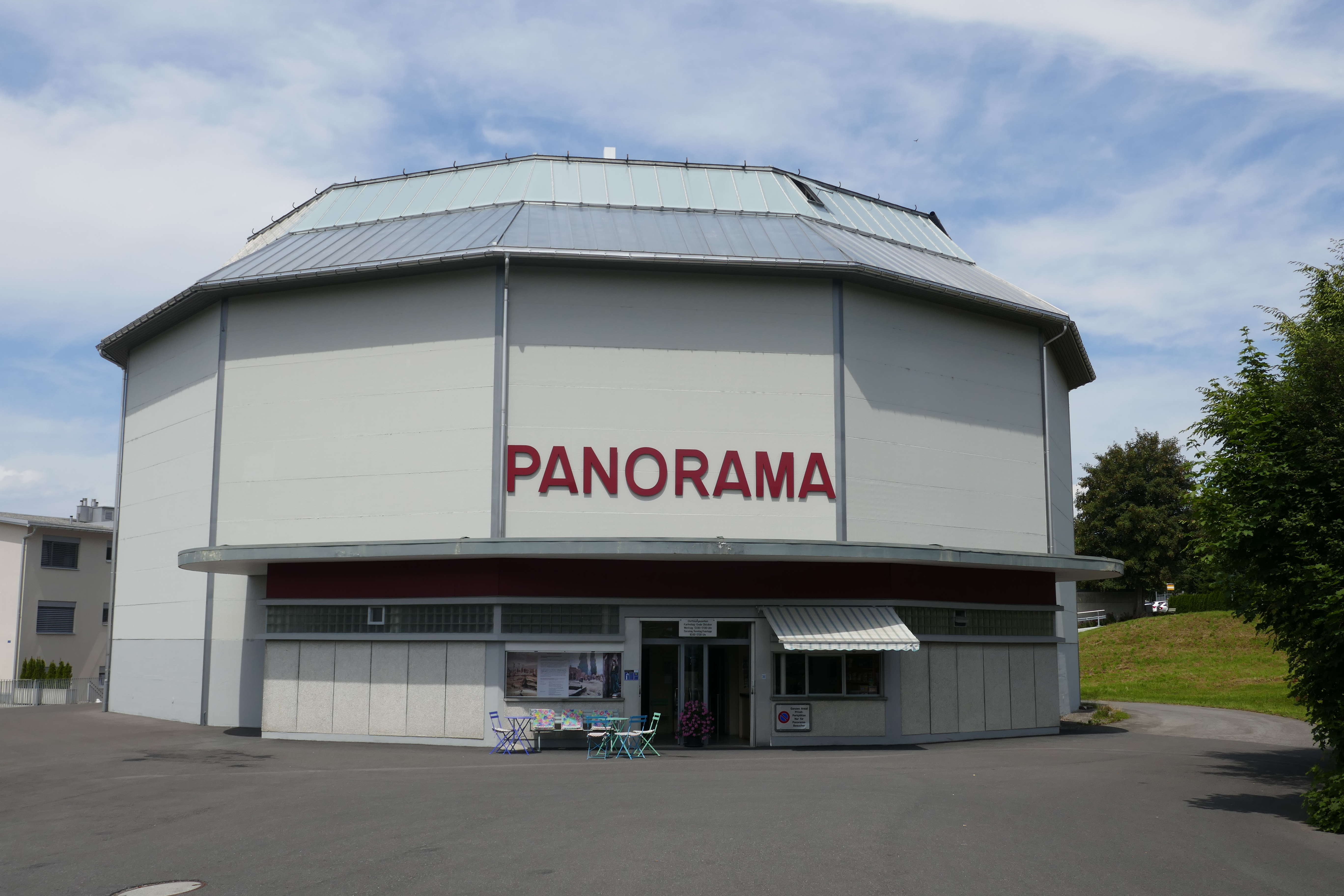
Het panoramagebouw

Panorama Einsiedeln is een cilindervormig panoramaschilderij in de Zwitserse bedevaartplaats 
Einsiedeln. Het toont de stad Jeruzalem op de dag van de kruisiging van Jezus Christus. Het panorama werd in 1892/93 gebouwd maar op 17 maart 1960 brak bij een restauratie van het panorama vuur uit en het panoramaschilderij ging in de vorm van een paddenstoelwolk in rook op. Nog in hetzelfde jaar werd met de heropbouw begonnen en de heropening vond op 14 april 1962 plaats. Het nieuwe schilderij heeft dezelfde afmetingen als het oude en alle details van de oorspronkelijke compositie zijn overgenomen. Het is echter in een vrijere, impressionistische stijl geschilderd die afwijkt van de originele realistische schildertrant.

## Gebouw
Het oorspronkelijke panoramagebouw was een twaalfhoekige houtconstructie met een diameter van 33 meter. Het nieuwe gebouw staat op dezelfde plaats en heeft dezelfde vorm en grootte. Het is een vuurvaste staalconstructie met betonplaten die zijn gemaakt van geëxpandeerde kleikorrels.

## Schilderij
Het panoramaschilderij is 10 m hoog en 100 m breed. Het oorspronkelijke schilderij werd in 1892/93 in München in zes maanden tijd door de schilders Karl Hubert Frosch (1846-1931) en Joseph Krieger (1848-1914) en de Amerikaanse kunstenaar William Robinson Leigh (1865-1955) in het panoramagebouw aan de Theresienhöhe 2a geschilderd. Het voltooide panorama werd, voordat het naar Einsiedeln werd vervoerd, hier een aantal weken tentoongesteld. Op 1 juli 1893 werd het panorama in Einsiedeln voor het publiek geopend. Na de brand in 1960 werd in 1961/62 het schilderij door de Weense kunstenaars prof. Hans Wulz (1909-1985) en prof. Josef Fastl (1929-2008) binnen een half jaar opnieuw geschilderd. De plastische voorgrond, het zogenoemde faux-terrain, werd ontworpen door Hans Städeli in samenwerking met decorontwerpers van het Berner Stadttheater. De heropening van het panorama vond plaats op 14 april 1962.

## Beheer
Het panorama wordt beheerd door de Panorama-Gesellschaft, een vennootschap naar het zogenaamde Zwitserse Obligationenrecht, die sinds de oprichting in 1894 bestaat en in het bezit is van de familie Fuchs. In 1993 vierde het panorama zijn 100-jarig jubileum. Tegenwoordig is het panorama voor pelgrims en toeristen een van de belangrijkste artistieke en culturele attracties in het gebied Einsiedeln.

## Panorama's met hetzelfde religieuze thema
Het allereerste panorama met de kruisiging van Jezus Christus als thema werd door de Belgische kunstschilder Juliaan De Vriendt (1842-1935) geschilderd. Het werd in 1884 in het Belgische bedevaartsoord Scherpenheuvel getoond maar het project draaide uit op een financieel fiasco. Een jaar later liet een panoramabedrijf uit München de Duitse schilder Bruno Piglhein (1848-1894) een panorama van hetzelfde thema maken. Net als de Vriendt reisde ook Piglhein voor studiedoeleinden naar Jeruzalem, vergezeld door zijn assistenten Karl Hubert Frosch en Joseph Krieger. Na een verblijf van zes maanden in Palestina en een uitvoeringstijd van negen maanden werd het 15 meter hoge en 120 meter brede schilderij in 1886 voltooid. Van juni 1886 tot maart 1889 werd het met groot succes in München in het panoramagebouw in de Goethestraße 45 tentoongesteld. Vanaf het voorjaar van 1889 tot het einde van 1891 was het te zien in Berlijn en vanaf maart 1892 in Wenen, waar het slechts een maand later slachtoffer van een brand werd.
Van het schilderij van Bruno Piglhein werden ongeveer dertien min of meer gelijke kopieën gemaakt, hoofdzakelijk door zijn assistenten Karl Hubert Frosch en Joseph Krieger. Daaronder waren een kopie voor Amsterdam en het oorspronkelijke panoramaschilderij in Einsiedeln. Andere nog bestaande kopieën zijn:
- Het Jeruzalem-panorama in Altötting
- Het Cyclorama van Jeruzalem in Sainte-Anne-de-Beaupré, Canada

## Andere panorama's in Zwitserland
- Het Thun-panorama in Thun (het oudste bewaard gebleven panorama ter wereld)[1]
- Het Bourbaki-panorama in Luzern[2]
- Het panorama van de Slag bij Murten in Murten (in depot)[3]

## Details van het schilderij

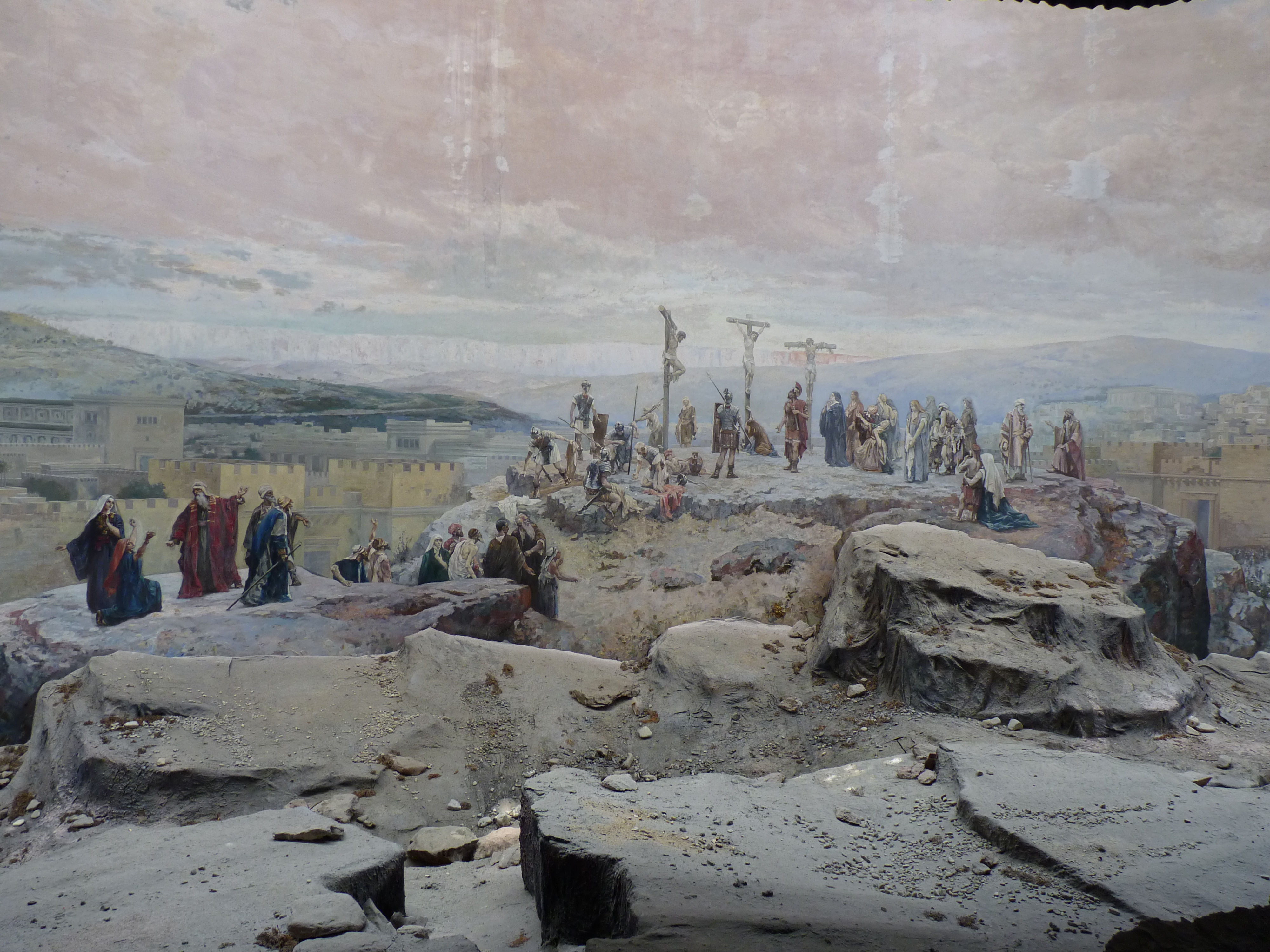
De kruisiging op Golgotha
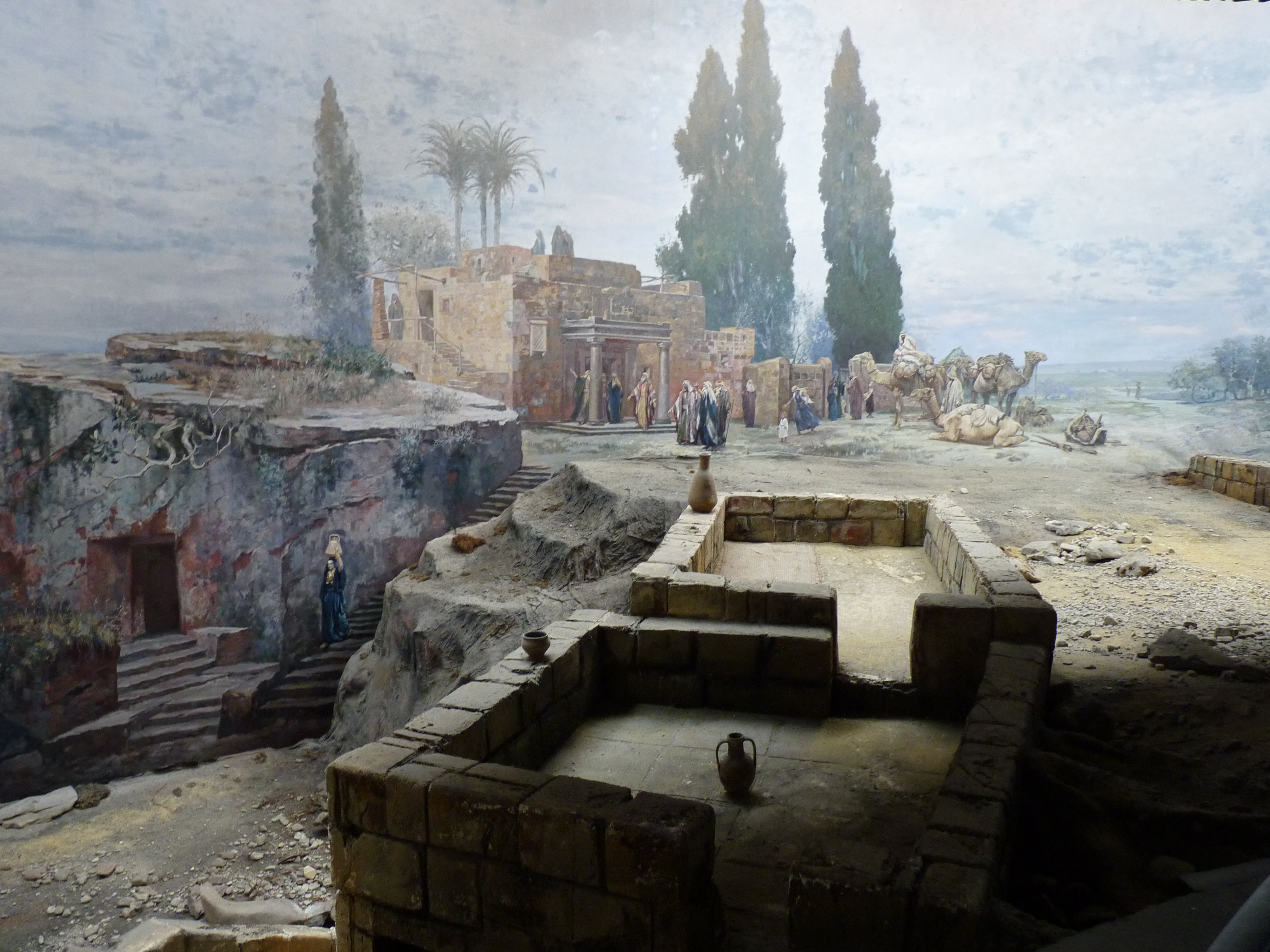
De villa van Jozef van Arimathea
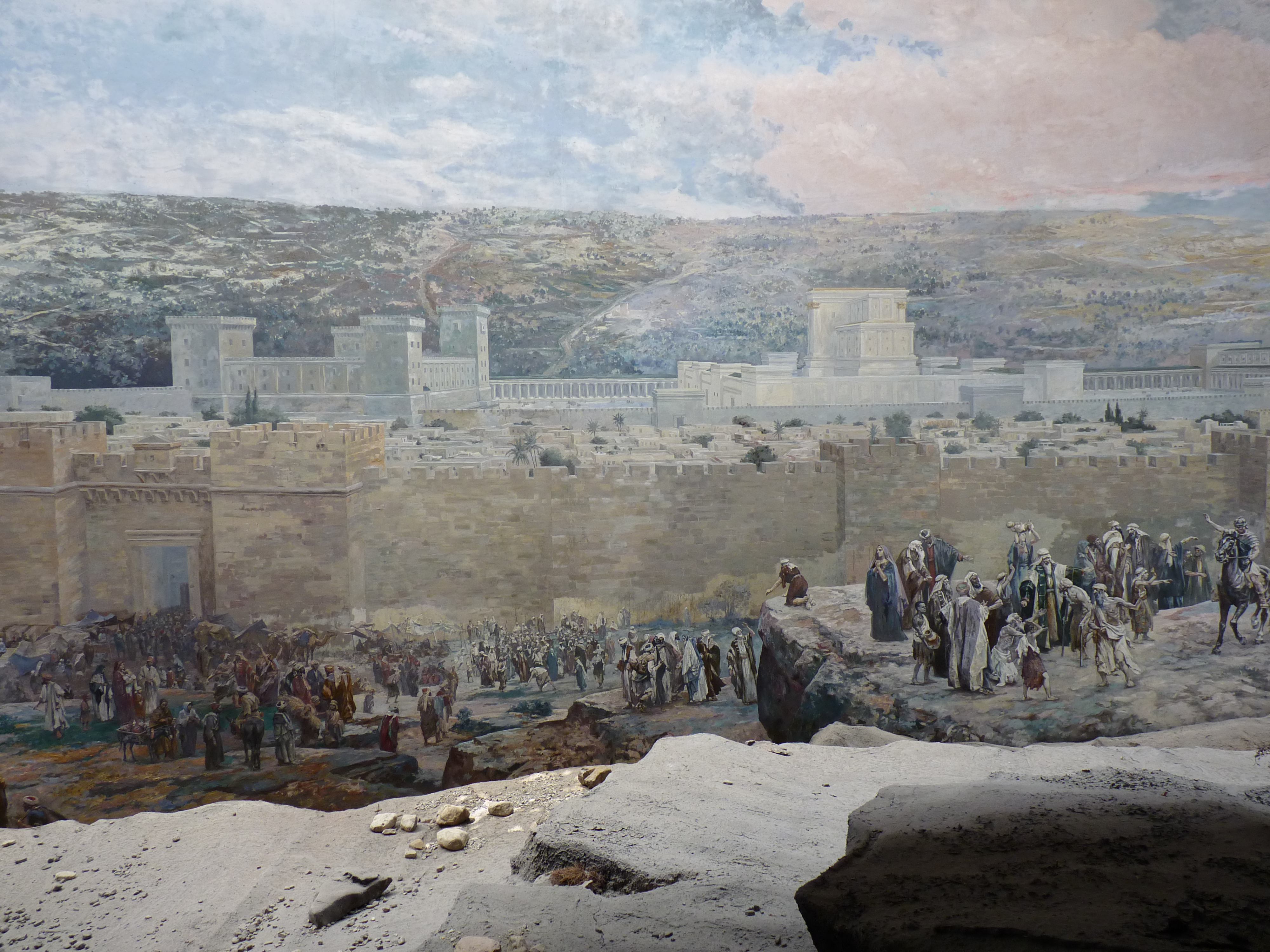
De oude stad Jeruzalem
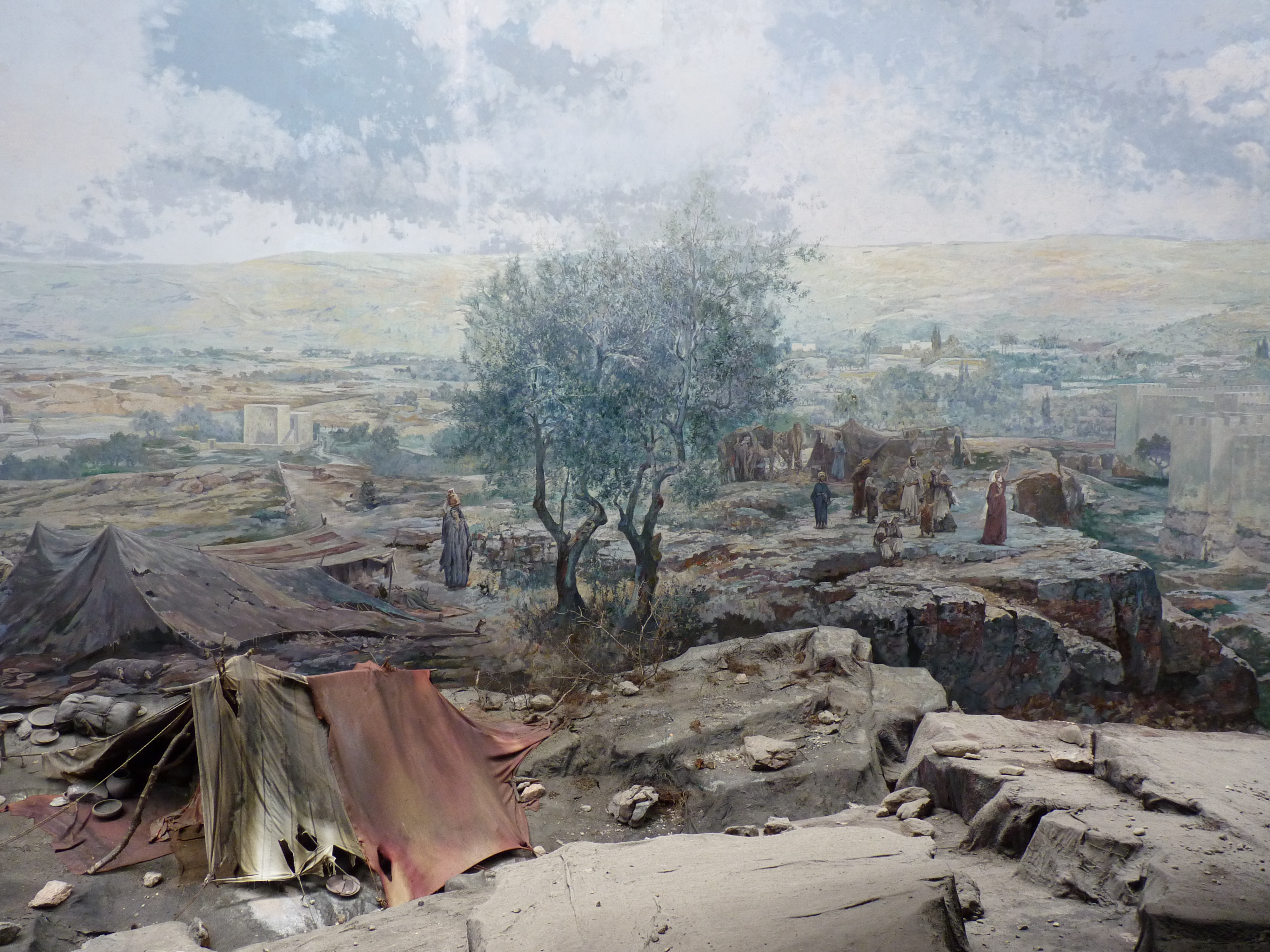
Pelgrimstenten naast twee terebinten